# Tracteur Sprague
Pour les articles homonymes, voir Sprague.
Le tracteur Sprague est un matériel de travaux du métro de Paris issu de motrices Sprague-Thomson réformées et transformées. Ils étaient affectés à l'atelier de La Villette. 
Ce matériel assure une partie de la traction des trains de travaux entre 1931, date des premières transformations, et 2011, lorsque les derniers tracteurs sont retirés du service pour des raisons de sécurité.

## Historique

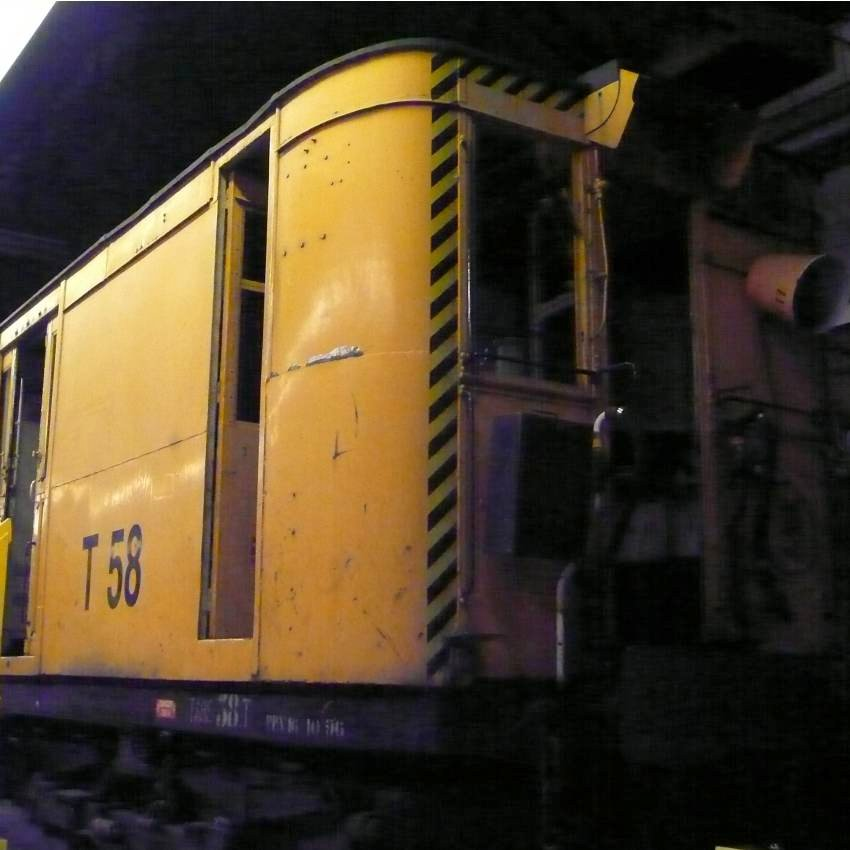
Tracteur T.58 (1908) à l'atelier de La Villette.

Les premiers tracteurs de travaux sur base de motrice Sprague-Thomson sont réalisés à partir de véhicules endommagés lors d'accident (1931) ou par faits de guerre (1943). Le rythme des transformations s'accélère en 1963 avec les premières radiations massives de matériel Sprague-Thomson après la transformation de la ligne 1 pour le métro sur pneumatiques.
Leur rôle décroît à partir de 1985 avec les premières livraisons de tracteurs à marche autonome, mais surtout de 2005, lorsque la RATP commence à recevoir les 14 tracteurs à marche électrique  commandés en 2002. Leur remplacement est notamment motivé par la difficulté à obtenir des pièces détachées.
Le 11 mai 2010, les matériels Sprague sont interdits de circulation pendant le service voyageurs, la rame historique pouvant bénéficier de dérogations temporaires.
Dans la nuit du 7 au 8 mars 2011, un accident (arc électrique dans une motrice d'un train aspirateur) blesse deux personnes. Le 8 mars 2011, pour des raisons de sécurité, les tracteurs Sprague sont mis à l'arrêt en attente de décision. Le 5 mai 2011, la RATP décide de mettre définitivement fin à leur utilisation, la rame historique restant seule autorisée à circuler. Un convoi, immobilisé à la station Porte de Charenton en raison de cette interdiction, obtient toutefois une dérogation pour regagner les ateliers de La Villette dans la nuit du 1er au 2 juin 2011. Le matériel a donc circulé sur les voies de la RATP pendant 103 ans de 1908, date de mise en service de certaines motrices ensuite transformées en tracteurs, à 2011, date de la radiation des derniers tracteurs.
Sept tracteurs Sprague sont préservés : T.59, T.74, T.91, T.94, T.95, T.62 et T.216. Le premier est sauvegardé par la RATP dans l'ancienne gare de triage de Villeneuve-Saint-Georges avec l'ensemble du matériel roulant préservé par l'entreprise. Les T.74 et 91 sont la propriété de l'Association d'exploitation du matériel Sprague et enfin les T.94, 95, 62 et 216 appartiennent à des particuliers.

## Technique
À partir d'anciennes motrices Sprague-Thomson du Nord-Sud ou de la CMP, deux types de tracteurs sont construits.

### Tracteurs unidirectionnels
L'espace voyageurs d'une motrice est vidé de ses aménagements. La caisse peut être conservée en l'état pour obtenir un fourgon, ou découpée pour ne conserver que la loge de conduite ; dans ce cas, l'autre partie est aménagée en plateforme et peut également supporter un pylône permettant le captage du courant par une perche en contact avec un fil aérien. Le tracteur peut-être équipé d'une bande transporteuse passant au-dessus la cabine, ce qui lui permet d'être incorporé à une rame de renouvellement des voies ou du ballast.
Comme la motrice dont il est issu, ce tracteur est unidirectionnel sans possibilité de réversibilité en marche seule.

Diagramme simplifié d'un tracteur Sprague unidirectionnel aménagé en plateforme.

Deux anciennes motrices du Nord-Sud de 1925 sont modifiées en 1973 selon ce principe mais avec une disposition particulière. Leur caisse est entièrement reconstruite mais, surtout, ils sont équipés de batteries d'accumulateurs, d'un hacheur de courant (Kesar) et d'un dispositif autorisant la marche à vitesse extrêmement réduite. Ceci permet à ces deux tracteurs, numérotés K01 et K02, de circuler sur les voies du métro lorsque le courant est coupé.

### Tracteurs bidirectionnels
Deux motrices voient leur caisse coupée par le milieu. Les deux moitiés comportant les loges de conduite sont soudées de manière que ces dernières se trouvent aux deux extrémités du tracteur. L'engin ainsi obtenu est bidirectionnel, comportant une loge de conduite à chacune de ses extrémités. Entre les deux, la caisse peut être pleine ou transformée en une plateforme dont la charge est réduite en raison de la présence de la soudure, source de fragilité.